# Prefektura apostolska Linqing
Prefektura apostolska Linqing (łac. Praefectura Apostolica Lintsingensis, chiń. 天主教临清监牧区) – rzymskokatolicka prefektura apostolska ze stolicą w Linqingu, w prefekturze miejskiej Liaocheng, w prowincji Szantung, w Chińskiej Republice Ludowej.

## Historia
24 czerwca 1927 z mocy decyzji Piusa XI erygowano misję sui iuris Linqing. Dotychczas wierni z tych terenów należeli do wikariatu apostolskiego Jinan (obecnie archidiecezja Jinan). 5 kwietnia 1931 została ona podniesiona do rangi prefektury apostolskiej.
Od zwycięstwa komunistów w chińskiej wojnie domowej w 1949 prefektura apostolska, podobnie jak cały prześladowany Kościół katolicki w Chinach, nie może normalnie działać. Brak danych o losach prefekta apostolskiego ks. Paula Li Benlianga. Ks. Joseph Li Pingliang, który administrował prefekturą, zmarł w więzieniu podczas rewolucji kulturalnej.
Patriotyczne Stowarzyszenie Katolików Chińskich połączyło prefekturę apostolską Linqing z diecezją Yanggu tworząc diecezję Liaocheng. Odbyło się to bez zgody Stolicy Apostolskiej, więc z punktu widzenia prawa kanonicznego decyzja ta jest nielegalna i niewiążąca.
Brak jest informacji o jakimkolwiek prefekcie apostolskim z Kościoła podziemnego.

## Prefekci apostolscy
- Gaspar Hu Xiushen (1931 – 1940)
- Joseph Li Chaogui (1940 – 1948)
- Paul Li Benliang (1949 – 1981?)
- sede vacante (być może urząd prefekta sprawowali duchowni Kościoła podziemnego) (1981 - nadal)